# カ・レッツォーニコ
カ・レッツォーニコ（イタリア語: Ca' Rezzonico）はイタリアのヴェネツィアにあるカナル・グランデに面する宮殿であり、現在は18世紀頃の作品をメインとした18世紀ヴェネツィア美術館として公開されている。ヴェネツィアの文化や芸術遺産を管理している「Fondazione Musei Civici di Venezia」の1つでもある。

## 概要
カナル・グランデのRio di San Barnabaの一角に建てられた宮殿で、古代ローマ貴族のBon家が所有していた。1649年に当時のBon家当主Filippo Bonが宮殿を建設する事を決め、ヴェネツィアでのバロック建築の第一人者の一人であるバルダッサーレ・ロンゲーナに設計を依頼したが、Filippo Bonもバルダッサーレ・ロンゲーナも完成する前に亡くなってしまった。宮殿はRezzonico家が買い取り、設計はRezzonico家から依頼されたGiorgio Massariが引き継いだが、バロック様式のみならず、ルネサンス様式やパラディオ様式などいくつかの様式を持つ美しい宮殿となったのは、Giorgio Massariがバルダッサーレ・ロンゲーナの設計を引き継ぎつつ、独自の設計も行ったためいくつかの様式を持つようになった事による。完成したのは建設が始まってから100年以上絶った1756年であった

Rezzonico家は貴族などではなかったが、ヴェネツィア共和国がトルコとの戦争などで財政が枯渇したため、多額の寄付をした富豪に貴族の権利や「Libro d'Oro」と呼ばれるヴェネツィア共和国の貴族名鑑に名前を入れる権利を売ったりしていたため、Rezzonico家も多額の寄付を行い宮殿を購入する事が出来た。

Rezzonico家は1758年にCarlo Rezzonicoがローマ教皇への選出に出るなど一時期は栄華を極めたが、その後没落し1810年までに家系は途絶えたが、Rezzonico(レッツォーニコ)という名前は宮殿の名として残った。

## 建物
建物正面(ファサード)は大理石の3層構造となっており、中央部はポーチ(ポルチコ)があり、両側はそれぞれ2つのアーチを持っている。2階・3階は7つのアーチで構成されており、バルコニー部分はバロック様式がより際立つデザインになっている。

内部は1758年に改修され、天井にはジョヴァンニ・バッティスタ・ティエポロなどによるフレスコ画が描かれており、ヴェネツィア内に現存するフレスコ画としては最も保存状態が良いものの1つである。

1階はピアノ・ノビーレとなっており、カナル・グランデの面した所から奥のボールルームまで大きな客間となっている。両サイドにはそれぞれ4部屋あり、そのうちの1部屋がチャペルとなっている。チャペルの天井には、当時の当主Ludovico Rezzonicoが結婚したのを記念してアポロンの戦車に花婿と花嫁が乗っている絵が描かれている。また奥のボールルームの壁には騙し絵(トロンプ・ルイユ)の手法がとられ実際の広さよりも大きく見えるようになっており、また天井にはアポロンがヨーロッパ大陸、アジア、アフリカ大陸、アメリカ大陸などを飛び回る絵が描かれている。その奥には2階に続く階段があり、大理石の手すりや彫像で装飾されている。

## カ・レッツォーニコの持ち主の遍歴
宮殿は19世紀に持ち主が目まぐるしく変わる。19世紀初期にイエズス会の大学として使われていたが、相続の複雑さからPindemonte-Giovanelli家の手に渡る事になる。しかし1832年にPindemonte-Giovanelli家は宮殿や調度品などを一切売却してしまい、その後1837年にLadislao Zelinsky伯爵が手に入れる。1880年代にはイギリスの詩人ロバート・ブラウニングの父である画家のRobert Barrett Browningが購入し、一時期アメリカの画家ジョン・シンガー・サージェントが1部屋を間借りしていた。その後Browningに対し1906年にヴィルヘルム2世 (ドイツ皇帝)からLionello von Hierschel de Minerbi伯爵へ売却するよう依頼などもあったが、Browningはそれを無視しまた宮殿を芸術の拠点とするべく浪費を重ねたため、最終的にBrowningは破産してしまう。1920年代にはアメリカの作曲家・作詞家コール・ポーターが宮殿を月4000ドルで借りていた事もあった。コール・ポーターは50人もの給仕を雇ったり、「宮殿をより輝く色使いにしたい」という理由で綱渡りの曲芸の一団を雇ったりしていた。

そして1935年に長い交渉の末、宮殿はヴェネツィアの持ち物となり、18世紀のヴェネツィア芸術のコレクションを展示する美術館となる事が決定した。その後数々の絵画や彫刻が集まり、ヴェネツィア屈指の美術館となっている。